# Ніколаус Гассе
Нікола́ус Га́ссе (нім. Nicolaus Hasse; до 1617, Любек (?) — 1670, Росток) — німецький композитор та органіст епохи бароко, представник північнонімецької органної школи.

## Біографія
Про життя музиканта відомо мало і інформація з різних джерел є доволі суперечливою. Вважається, що він навчався музиці у свого батька Пітера Гассе в Любеку. Останні дослідження мають тенденцію виключати стосунки між батьком і сином та вважають місцем його народження Вільстер, хоча жодна з цих двох можливостей не може бути чітко доведена.
У 1642 отримав посаду органіста Церкви святої Марії у Ростоку. Зазнаючи фінансових труднощів, неодноразово подавав прохання про збільшення платні. Його перша дружина померла в 1643 році і він знову одружився в 1644 році. В 1661 році Гассе попросив стипендію для свого сина Ніколауса молодшого, щоб той міг брати уроки у Генріха Шайдемана та Маттіаса Векмана в Гамбурзі. Вже влітку 1670 року вдова Гассе отримала платню чоловіка, тому композитор, мабуть, помер між 24 липня і 27 вересня 1670 року. Ніколаус молодший ненадовго пережив свого батька, він помер 8 березня 1672 року. Можливо, ця обставина сприяла суперечливості дати смерті Ніколауса Гассе старшого, яка досі є в різних джерелах.
Його сини, внуки та правнуки стали музикантами, більшість — органістами.

## Творчість
Гассе — типовий представник північнонімецької органної музики. Стилістично його твори, що збереглися, мають схожість із творчістю Векмана та Шайдемана, рекомендованими для його сина, а також з органною музикою Франца Тундера. У нас час відомо про існування чотирьох хоральних аранжувань для органу, вони є одними з найважливіших зразків подібного жанру.
Органні композиції:
- Хоральна прелюдія «Allein Gott in der Höh sei ehr»
- Хоральна партита «Jesus Christus, unser Heiland, der von uns»
- Хоральна фантазія «Jesus Christus unser Heiland, der von uns»
- Хоральна фантазія «Komm, heiliger Geist, herre Gott»

Інші його композиції, як правило, замовлялися для особливих випадків або для еліти. Крім того Гассе надрукував збірку з 10 сюїт для голосу, інструментів та генерал-басу, 11 сюїт для двох інструментів і генерал-басу, 12 польських танців під заголовком «Delitiæ Musicæ» (Росток, 1656). Крім того, збереглося 50 церковних пісень (більшість із них у збірці «Музика духовних душ»), які нагадують за стилем мадригали. Інші твори втрачені.